# Mylabris tillensis
Mylabris tillensis es una especie de coleóptero de la familia Meloidae.

## Distribución geográfica
Habita en Indonesia.